# Norbert Heermann
Norbert Heermann CanReg (* 27. November 1629 in Magdeburg; † 26. Mai 1699 in Wittingau, Königreich Böhmen) war Propst des Augustiner-Chorherrenstiftes Wittingau sowie Historiograph. Sein Taufname war Enoch.

## Leben
Norbert Heermann trat am 7. Mai 1649 als Novize in das Augustiner-Chorherren-Stift Klosterneuburg ein. Dort nahm er den Vornamen Norbert an und legte am 12. Juni 1650 die Ordensgelübde ab. Im November 1651 begann er mit dem Studium der Philosophie und Theologie an der Universität Wien, wo er im Mai 1653 den akademischen Grad eines Baccalaureus erreichte und im September 1654 das Magisterexamen der Philosophie ablegte. Anschließend betrieb er bis 1658 theologische Studien.
Bereits im April 1654 wurde er zum Priester geweiht und erlangte am 23. September 1656 vom Wiener Offizial des Bistums Passau, Martin Geiger, die Erlaubnis zur Ausübung der Pfarrseelsorge. Nach Abschluss des Theologiestudiums im September 1658 wurde er mit sechs weiteren Klosterneuburger Chorherren in den Konvent des Chorherrenstifts Forbes in Südböhmen geschickt und gleichzeitig zum Administrator des Stifts ernannt. Am 15. Juli 1660 erfolgte durch den Klosterneuburger Propst Bernhard Schmeding die Ernennung zum Administrator des Stifts Wittingau, das während der Reformation Mitte des 16. Jahrhunderts säkularisiert und erst 1631 durch den böhmischen König Erzherzog Ferdinand III. neu begründet wurde. 1662 wurde Heermann auf seine Bitte hin aus dem Klosterneuburger Konvent entlassen und auf Dauer dem Wittingauer Konvent zugeteilt. Ein Jahr später erfolgte durch Kaiser Leopold I. die Ernennung Heermanns zum Propst des Wittingauer Stifts, das seit 1631 von Administratoren verwaltet wurde.
Heermann war bemüht, dem Stift die früheren Privilegien und Einnahmequellen zu sichern. Diese wurden dem Stift von den neuen Regenten der Herrschaft Wittingau, die 1660 an die Fürsten Schwarzenberg übergegangen war, streitig gemacht. Trotz des schlechten Verhältnisses zu der Herrschaftsverwaltung gelang es Heermann, die wirtschaftliche Grundlage des Stiftes zu sichern und dessen geistliche und kulturelle Bedeutung zu heben.
Sein Propstamt verwaltete Norbert Heermann ohne jeden Eigennutz. Nach seinem Tod wurde er in klösterlicher Einfachheit vor dem Hochaltar der Wittingauer Stiftskirche bestattet. Erst fünfzehn Jahre nach seinem Tod stiftete seine Schwester Anna ein Seelenamt, das jährlich am 5. Juni, dem Vortag des Festes des hl. Norbert, in der Stiftskirche abgehalten werden sollte.

## Norbert Heermann's Rosenberg'sche Chronik
Durch die Auseinandersetzungen mit der Herrschaftsverwaltung war es für Heermann notwendig geworden, die Archivalien des Stiftes zu sichten, um sich einen Überblick über dessen Geschichte und die dem Stift zustehenden Rechte zu verschaffen. Dabei entdeckte er auch eine handschriftliche Chronik des Hauses Rosenberg, die nach 1594 vom rosenbergischen Archivar Václav Březan in tschechischer Sprache verfasst worden war. Diese Chronik übersetzte Heermann ohne weitere Bearbeitung ins Deutsche und widmete sie am 19. November 1694 dem Grafen Adolf Wratislaw (Vratislav) von Sternberg. Eine Widmung an den Fürsten Ferdinand von Schwarzenberg, dem das Patronat über das Wittingauer Stift oblag, kam vermutlich deshalb nicht in Frage, weil das Verhältnis mit diesem durch jahrzehntelange Rechtsstreitigkeiten belastet war.
Nachdem Březans „Rožmberská historie“ (Rosenbergische Chronik) vermutlich unwiederbringlich verloren ist, konnte zumindest der Inhalt durch Heermanns Übersetzung gerettet bzw. erhalten bleiben. Allerdings enthält die Übersetzung auch jene Irrtümer, die vor allem durch Urkundenfälschungen während der Regentschaft Ulrichs II. von Rosenberg zustande kamen, die Březan als echt betrachtete und die erst Ende des 19. Jahrhunderts als Falsifikate erkannt wurden.
1897 wurde Heermanns Übersetzung durch Matthäus Klimesch mittels Fußnoten bearbeitet und 1897 unter dem Titel „Norbert Heermann's Rosenberg'sche Chronik“ im Verlag der Königlichen böhmischen Gesellschaft der Wissenschaften in Prag gedruckt.

## Werk
- Matthäus Klimesch (Hrsg.): Norbert Heermann's Rosenberg'sche Chronik. Königliche böhmischen Gesellschaft der Wissenschaften, Prag 1897 (eingeschränkte Vorschau in der Google-Buchsuche).